# Eulogy IV
Eulogy IV – drugi minialbum amerykańskiej grupy muzycznej Nachtmystium. Wydawnictwo ukazało się 1 września 2004 roku nakładem wytwórni muzycznej  Total Holocaust Records.

## Twórcy
Opracowano na podstawie materiału źródłowego.
- Azentrius - oprawa graficzna, wokal wspierający, gitara prowadząca, gitara rytmiczna, wokal prowadzący, mastering
- Chris Black - gitara basowa, gitara prowadząca, wokal prowadzący, efekty, mastering, produkcja muzyczna
- Wargoat Obscurum - perkusja
- Fistorius - gościnnie gitara prowadząca

## Lista utworów
Opracowano na podstawie materiału źródłowego.
1. "My Vengeance" (sł. Azentrius, muz. Azentrius) - 03:56
2. "Eulogy IV" (sł. Azentrius, muz. Azentrius) - 04:50
3. "Bleed For Thee" (sł. Azentrius, muz. Azentrius) - 04:49
4. "The Wound Which Cannot Heal" (sł. Azentrius, muz. Azentrius) - 05:29
5. "You Get Nothing" (sł. Chris Black, muz. Chris Black) - 02:58
6. "Kronet" (cover Ildjarn) - 03:02
7. "Bak to Lysemde Oyne" (cover Ildjarn) - 02:43
8. "Satanic Blood" (cover Von) - 01:59

| Edycja Southern Lord Records |
| --- |
| 1. "My Vengeance" - 03:56 2. "Eulogy IV" - 04:50 3. "Bleed For Thee" - 04:49 4. "The Wound Which Cannot Heal" - 05:29 5. "You Get Nothing" - 02:58 6. "Kronet" (cover Ildjarn) - 03:02 7. "Bak to Lysemde Oyne" (cover Ildjarn) - 02:43 8. "Satanic Blood" (cover Von) - 01:59 9. "Antichrist Messiah/My Vengeance" (Live 12/04) - 5:50 |

| Edycja Kreation Records |
| --- |
| 1. "My Vengeance" - 03:56 2. "Eulogy IV" - 04:50 3. "Bleed For Thee" - 04:49 4. "The Wound Which Cannot Heal" - 05:29 5. "You Get Nothing" - 02:58 6. "Charioteer (Temple Song)" (cover Earth) 7. "Stemmen Fra Tårnet" (cover Burzum) |

## Wydania
| Rok  | Nr katalogowy | Format                | Wytwórnia               | Region            | Źródło |
| ---- | ------------- | --------------------- | ----------------------- | ----------------- | ------ |
| 2004 | THR-58        | CD, EP, Ltd           | Total Holocaust Records | Szwecja           | [ 3 ]  |
| 2004 | PT 111        | 12", EP               | Perverted Taste         | Niemcy            | [ 3 ]  |
| 2005 | SUNN42.5      | CD, EP, Ltd           | Southern Lord           | Stany Zjednoczone | [ 3 ]  |
| 2007 | KR-02         | 12", EP, RM, Ltd      | Kreation Records        | Stany Zjednoczone | [ 3 ]  |
| 2007 | KR-02         | 12", EP, RM, Ltd, Bla | Kreation Records        | Stany Zjednoczone | [ 3 ]  |
| 2007 | KR-02         | 12", EP, RM, Ltd, Cle | Kreation Records        | Stany Zjednoczone | [ 3 ]  |
| 2007 | KR-02         | 12", RM, Ltd, Tra     | Kreation Records        | Stany Zjednoczone | [ 3 ]  |
| 2007 | 8413-2        | CD, EP, RM, RE        | Century Media Records   | Stany Zjednoczone | [ 3 ]  |